# Bibbona
Bibbona er en kommune i provinsen Livorno i den italienske region Toscana, beliggende omkring 80 km sydvest for Firenze og omkring 40 km sydøst for Livorno i Val di Cecina .

## Vigtigste seværdigheder
- Romansk Pieve di Sant'Ilario (landsbykirke grundlagt i det 11. århundrede).
- Palazzo del Comune Vecchio, også middelalderlig.
- Fort of Bibbone, bygget af storhertugerne af Toscana i det 18. århundrede.

## Historie
Byens bakkede beliggenhed gav mulighed for et naturligt forsvar, og stærke befæstninger vides at have eksisteret i den tidlige middelalder. Området er kendt for at have været beboet tidligere i den etruskiske periode baseret på grave og arkæologiske fund, og bebyggelsen fortsatte ind i den romerske periode.
I den tidlige middelalder var byen og fæstningsværkerne i Gherardesca-familiens besiddelse, og deres besiddelser blev bekræftet af pave Innocens III i det 12. århundrede. Derefter blev ejerskabet overført til fribyerne Volterra, Pisa og til sidst Firenze.
Billedhuggeren (Riccardo) Richard Aurili blev født i Bibbona i 1864.